# 2. deild Wysp Owczych (2022)
W roku 2022 odbywa się 29. edycja 2. deild Wysp Owczych – trzeciej ligi piłki nożnej Wysp Owczych. W rozgrywkach bierze udział 10 klubów z całego archipelagu. Drużyny z pierwszego i drugiego miejsca uzyskają prawo gry w 1. deild - drugim poziomie ligowym na archipelagu, a dwie drużyny z ostatnich miejst spadną do 3. deild.

## Uczestnicy
| Uczestnicy 2. deild Wysp Owczych 2021                                                                         | Uczestnicy 2. deild Wysp Owczych 2021 | Uczestnicy 2. deild Wysp Owczych 2021 | Uczestnicy 2. deild Wysp Owczych 2021 |
| --- | ------------------------------------- | ------------------------------------- | ------------------------------------- |
| ÍF II | ÍF II Fuglafjørður                    | Fuglafjørður                          | 3                                     |
| SKÁII | Skála ÍF II                           | Skála                                 | 4                                     |
| FCH | FC Hoyvík                             | Hoyvík                                | 5                                     |
| B68 II | B68 II Toftir                         | Toftir                                | 6                                     |
| ABII | AB II Argir                           | Argir                                 | 7                                     |
| NSÍIII | NSÍ III Runavík                       | Tvøroyri                              | 8                                     |
| Spadek z 1. deild Wysp Owczych 2021                                                                           |                                       |                                       |                                       |
| FCS | FC Suðuroy                            | Vágur / Sumba                         | 9                                     |
| EBSII | EB/Streymur II                        | Eiði / Streymnes                      | 10                                    |
| Awans z 3. deild Wysp Owczych 2021                                                                            |                                       |                                       |                                       |
| KÍ III | KÍ III Klaksvík                       | Klaksvík                              |                                       |
| 07III | 07 III Vestur                         | Sandavágur / Sørvágur                 |                                       |
| Oznaczenia: - kolumna pierwsza – skróty nazw drużyn, - kolumna trzecia – miejsce zajęte w poprzednim sezonie. |                                       |                                       |                                       |

## Tabela ligowa
| Lp. | Drużyna            | M | Z | R | P | Bramki | Bramki | Różn. | Pkt | Uwagi              |
| --- | ------------------ | - | - | - | - | ------ | ------ | ----- | --- | ------------------ |
| 0   | 07 III Vestur      | 0 | 0 | 0 | 0 | 0      | 0      | 0     | 0   | Awans do 1. deild  |
| 0   | AB II Argir        | 0 | 0 | 0 | 0 | 0      | 0      | 0     | 0   | Awans do 1. deild  |
| 0   | B68 II Toftir      | 0 | 0 | 0 | 0 | 0      | 0      | 0     | 0   |                    |
| 0   | EB/Streymur II     | 0 | 0 | 0 | 0 | 0      | 0      | 0     | 0   |                    |
| 0   | FC Hoyvík          | 0 | 0 | 0 | 0 | 0      | 0      | 0     | 0   |                    |
| 0   | FC Suðuroy         | 0 | 0 | 0 | 0 | 0      | 0      | 0     | 0   |                    |
| 0   | ÍF II Fuglafjørður | 0 | 0 | 0 | 0 | 0      | 0      | 0     | 0   |                    |
| 0   | KÍ III Klaksvík    | 0 | 0 | 0 | 0 | 0      | 0      | 0     | 0   |                    |
| 0   | NSÍ III Runavík    | 0 | 0 | 0 | 0 | 0      | 0      | 0     | 0   | Spadek do 3. deild |
| 0   | Skála ÍF II        | 0 | 0 | 0 | 0 | 0      | 0      | 0     | 0   | Spadek do 3. deild |